# 兵庫県道20号加古川三田線
兵庫県道20号加古川三田線（ひょうごけんどう20ごう かこがわさんだせん）は、兵庫県加古川市から三田市を結ぶ県道（主要地方道）である。

## 概要
加古川市から三木市、神戸市北区を通って三田市まで至る路線であるが、三木市吉川町古市で兵庫県道17号西脇三田線に合流して終点まで県道17号に重複する。よって、神戸市北区と三田市では県道20号の単独区間は存在せず、存在は確認できない。

### 路線データ
- 起点：加古川市上荘町国包（兵庫県道18号加古川小野線交点）
- 終点：三田市八景町（国道176号交点、八景中学校前交差点）
- 総延長：約22.680 km

## 歴史
- 1993年（平成5年）5月11日 - 建設省から、県道加古川三田線が加古川三田線として主要地方道に指定される[1]。

## 路線状況

### 本町バイパス
- 2000年（平成12年）10月31日に三木市福井から三木市上の丸まで開通し、三木山を貫き通す道として完成した。

### 重複区間
- 兵庫県道85号神戸加東線（三木市細川町豊地 - 三木市口吉川町桃坂）
- 兵庫県道144号西脇口吉川神戸線（三木市口吉川町桾原 - 三木市口吉川町殿畑）
- 兵庫県道17号西脇三田線（三木市吉川町古市・渡瀬橋北詰交差点 - 三田市八景町・八景中学校前交差点）
- 兵庫県道73号山田三田線（神戸市北区長尾町上津・岩谷口交差点 - 三田市八景町・八景中学校前交差点）

### 道路施設
- 長久橋（美嚢川、三木市岩宮 - 三木市久留美）
- 細川橋（美嚢川、三木市細川町西 - 三木市細川町細川中）
- 豊金橋（美嚢川、三木市細川町豊地 - 三木市細川町金屋）
- 巫女ヶ瀬橋（美嚢川、三木市吉川町長谷 - 三木市吉川町山上）
- 渡瀬橋（美嚢川、三木市吉川町山上 - 三木市吉川町有安）

## 地理

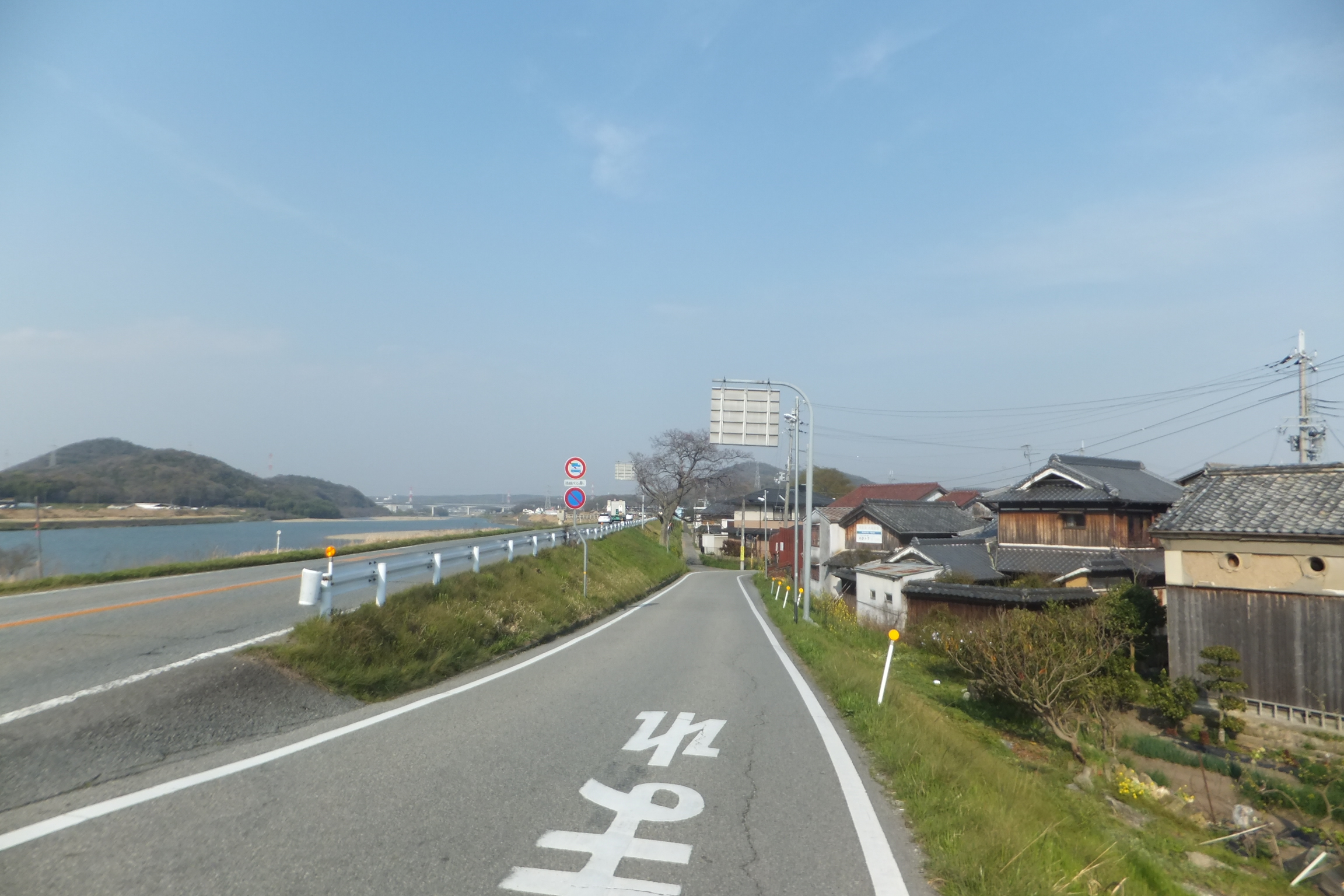
起点付近
加古川市上荘町国包で撮影

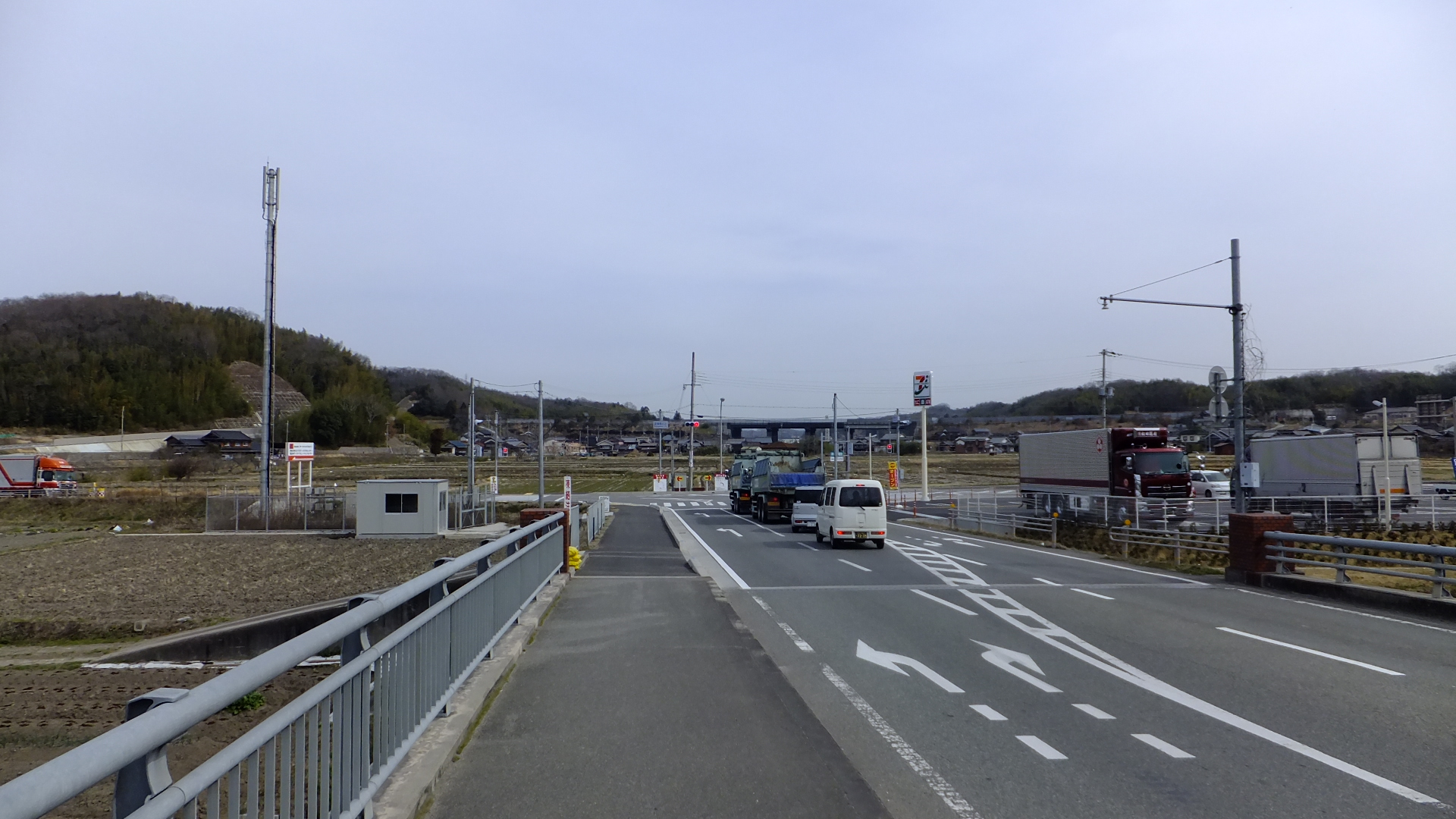
単独区間の終点付近
三木市吉川町古市で撮影

### 通過する自治体
- 加古川市
- 三木市
- 神戸市（北区）
- 三田市

### 交差する道路
| 交差する道路 | 市町村名 | 市町村名 | 交差する場所                                 | 交差する場所                                                                                   |
| --- | -------- | -------- | -------------------------------------------- | ---------------------------------------------------------------------------------------------- |
| 兵庫県道18号加古川小野線 | 加古川市 | 加古川市 | 上荘町国包                                   | 上野交差点 / 起点                                                                              |
| 兵庫県道84号宗佐土山線 | 加古川市 | 加古川市 | 八幡町宗佐                                   | 宗佐交差点                                                                                     |
| 兵庫県道513号三木環状線 | 三木市   | 三木市   | 別所町東這田（ひがしほうだ）                 | 東這田交差点                                                                                   |
| 国道175号 国道427号 重複 兵庫県道23号三木宍粟線 / 高木末広バイパス                                                                        | 三木市   | 三木市   | 別所町高木                                   | 国道175号入口交差点                                                                            |
| 兵庫県道20号加古川三田線 / 本町バイパス 兵庫県道22号神戸三木線                                                                            | 三木市   | 三木市   | 福井3丁目                                    | 福井交差点                                                                                     |
| 兵庫県道23号三木宍粟線 | 三木市   | 三木市   | 本町2丁目                                    | 本町交差点                                                                                     |
| 兵庫県道20号加古川三田線 / 本町バイパス 兵庫県道38号三木三田線 重複                                                                       | 三木市   | 三木市   | 本町1丁目                                    | 本町1丁目交差点                                                                                |
| 兵庫県道510号万勝寺久留美線 | 三木市   | 三木市   | 久留美                                       |                                                                                                |
| 兵庫県道513号三木環状線 | 三木市   | 三木市   | 細川町細川中                                 | 細川なか交差点                                                                                 |
| 兵庫県道85号神戸加東線 重複区間起点 | 三木市   | 三木市   | 細川町豊地                                   | 豊地交差点                                                                                     |
| 兵庫県道85号神戸加東線 重複区間終点 | 三木市   | 三木市   | 口吉川町桃坂                                 | 桃坂交差点                                                                                     |
| 兵庫県道144号西脇口吉川神戸線 重複区間起点                                                                                                | 三木市   | 三木市   | 口吉川町桾原（くぬぎはら）                   | 桾原交差点                                                                                     |
| 兵庫県道144号西脇口吉川神戸線 重複区間終点                                                                                                | 三木市   | 三木市   | 口吉川町殿畑                                 | 殿畑交差点                                                                                     |
| 兵庫県道17号西脇三田線 重複区間起点 | 三木市   | 三木市   | 吉川町古市                                   | 渡瀬橋北詰交差点 【北緯34度53分01.0秒 東経135度05分36.2秒 / 北緯34.883611度 東経135.093389度】 |
| 兵庫県道314号大川瀬吉川線 | 三木市   | 三木市   | 吉川町渡瀬                                   | 渡瀬バイパス西交差点                                                                           |
| 兵庫県道354号淡河吉川線 | 三木市   | 三木市   | 吉川町有安                                   | 渡瀬バイパス東交差点                                                                           |
| E2A 中国自動車道 国道428号 | 三木市   | 三木市   | 吉川町大沢（おおそ）                         | 吉川IC交差点 7 吉川IC                                                                          |
| 兵庫県道512号新田大沢線 | 三木市   | 三木市   | 吉川町大沢 吉川町吉安（きちやす）            | 吉安交差点                                                                                     |
| 兵庫県道506号市野瀬有馬線 | 三木市   | 三木市   | 吉川町市野瀬                                 | 市野瀬交差点                                                                                   |
| 兵庫県道82号大沢西宮線 | 神戸市   | 北区     | 大沢町（おおぞうちょう）日西原（ひさいばら） | 日西原交差点                                                                                   |
| 兵庫県道73号山田三田線 重複区間起点 | 神戸市   | 北区     | 長尾町上津（こうづ）                         | 岩谷口交差点                                                                                   |
| 兵庫県道357号定塚四軒茶屋線 | 神戸市   | 北区     | 長尾町宅原（えいばら）                       | 長尾交差点                                                                                     |
| 兵庫県道720号テクノパーク三田線 | 三田市   | 三田市   | 狭間が丘（はさまがおか）1丁目                | 嶋ケ谷（しまがたに）交差点                                                                     |
| 兵庫県道141号黒石三田線 | 三田市   | 三田市   | 相生町                                       | 西対中交差点                                                                                   |
| 国道176号 兵庫県道15号神戸三田線 重複 兵庫県道17号西脇三田線 重複区間終点 兵庫県道38号三木三田線 重複 兵庫県道73号山田三田線 重複区間終点 | 三田市   | 三田市   | 八景町                                       | 八景中学校前交差点 / 終点                                                                      |
| 本町バイパス |          |          |                                              |                                                                                                |
| 兵庫県道20号加古川三田線 / 現道 兵庫県道22号神戸三木線                                                                                    | 三木市   | 三木市   | 福井3丁目                                    | 福井交差点 / バイパス起点                                                                      |
| 兵庫県道38号三木三田線 重複区間起点 | 三木市   | 三木市   | 大塚1丁目                                    | 大塚1丁目交差点                                                                                |
| 兵庫県道20号加古川三田線 / 現道 兵庫県道38号三木三田線 重複区間終点                                                                       | 三木市   | 三木市   | 本町1丁目                                    | 本町1丁目交差点 / バイパス終点                                                                 |

### 沿線にある施設など

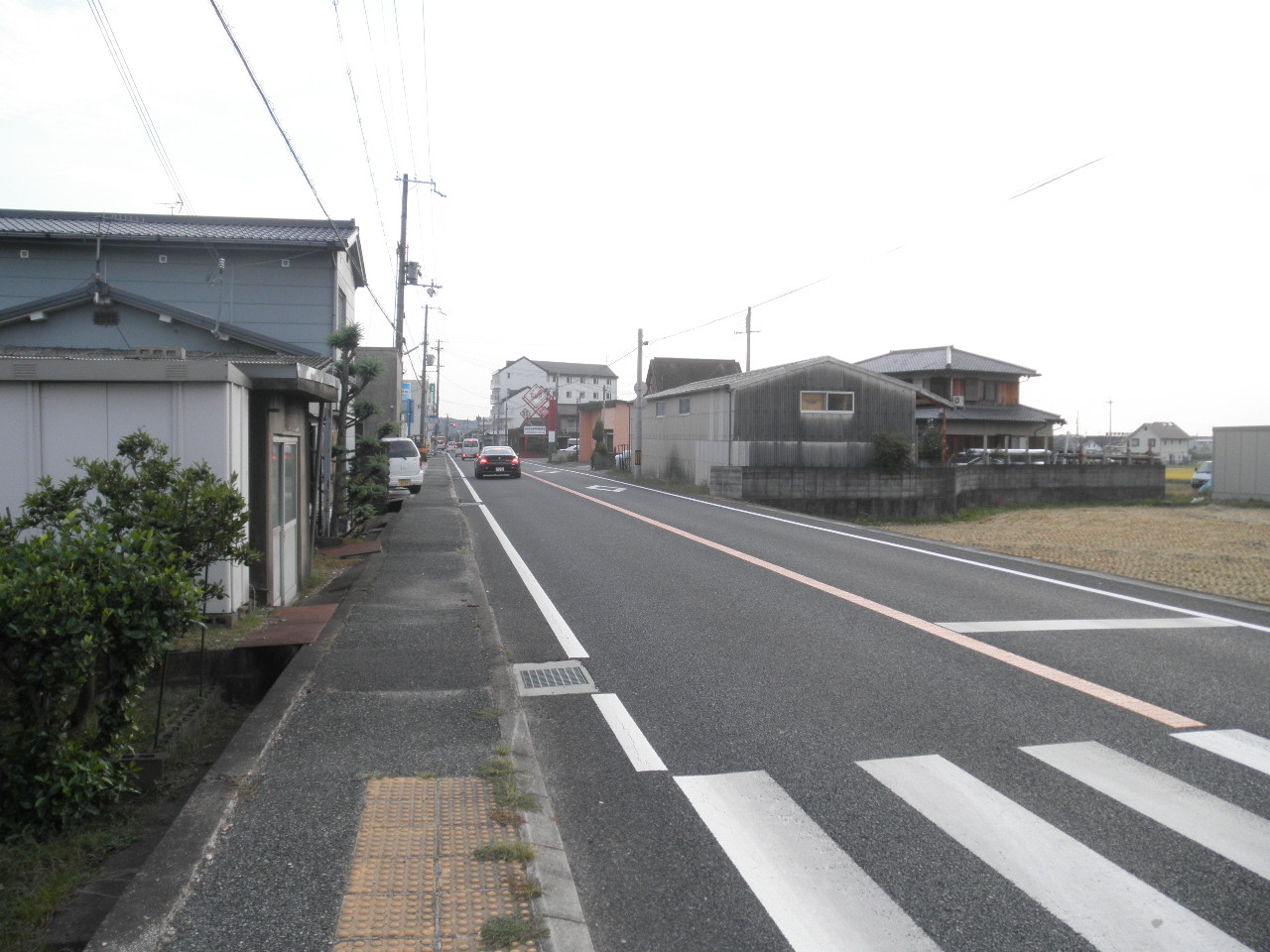
三木市岩宮

- 三木鉄道跡
- 三木市立別所中学校
- 三井住友銀行 三木支店
- 神戸電鉄粟生線 三木上の丸駅
- 三木市立口吉川小学校